# Cameron Smith (rugby à XIII)
Pour les articles homonymes, voir Cameron Smith.

a Compétitions nationales et continentales officielles uniquement.

b Matchs officiels uniquement.
Cameron Smith, né le 18 juin 1983 à Brisbane, est un joueur de rugby à XIII international australien au poste de talonneur depuis 2002. Il est sans doute l'un des joueurs les plus marquants des années 2000 et 2010, et possède l'un des palmarès les plus fournis. Il remporte avec l'équipe d'Australie la Coupe du monde 2013 et le Tournoi des Quatre Nations en 2006, 2007, 2011 et 2016. Il remporte le State of Origin avec l'équipe du Queensland à onze reprises entre 2006 et 2017. Enfin, en club avec le Storm de Melbourne, il remporte le titre de National Rugby League en 2007, 2009,2012 et 2017.
D'un point de vue personnel, Cameron Smith a été capitaine de l'équipe d'Australie, du Queensland et de Melbourne. Il accumule les récompenses individuelles avec le titre de meilleur joueur du monde en 2012, meilleur botteur du monde en 2007 et du meilleur joueur de la National Rugby League en 2007 et 2017. Enfin, il est le meilleur marqueur de points de l'histoire de la National Rugby League.

## Biographie

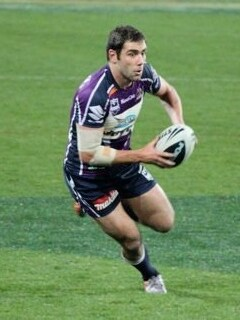
Cameron Smith en 2010.

Né dans le Queensland, Cameron Smith est rapidement mis au rugby à XIII sous les ordres de son père Wayne Smith, entraîneur de jeunes treizistes au « Logan Brothers Rugby League Football Club ». Repéré dès l'âge de dix-sept ans, plusieurs clubs, les Brisbane Broncos, les North Queensland Cowboys, Canterbury Bulldogs, les Canberra Raiders et le Melbourne Storm, courtisent Cameron Smith. Préférant les Broncos, il choisit toutefois le Melbourne Storm car Luke Priddis occupait le poste de talonneur des Broncos et cela aurait contrarié le début de carrière de Cameron à devoir attendre le retrait de Priddis. Il termine sa formation aux North Devil de Brisbane en attendant de rejoindre le Melbourne Storm.
Il fait ses débuts en National Rugby League lors de la saison 2002 avec deux matchs disputés puis devient un titulaire au poste de talonneur dès la saison 2003 où il y atteint les demi-finales contre les Bulldogs. Entre-temps, il dispute pour la première fois le State of Origin, le début d'une longue série de matchs dans cette confrontation où il joue pour le Queensland. Il y marque d'ailleurs son premier essai dès son premier State of Origin. Il est désigné meilleur espoir du Melbourne Storm.
Lors de la saison 2004, il devient le botteur du Melbourne en remplaçant dans ce rôle Matt Orford et y montre rapidement son efficacité. Melbourne atteint de nouveau les demi-finales mais est de nouveau éliminé par les Bulldogs.
En 2005, il est élu meilleur joueur du Melbourne Storm. Il connaît ses premières sélections en équipe d'Australie.

## Palmarès
- Collectif :
  - Vainqueur de la Coupe du monde : 2013 et 2017 (Australie).
  - Vainqueur du State of Origin : 2006, 2007, 2008, 2009, 2010, 2011, 2012, 2013, 2015, 2016 & 2017.
  - Vainqueur du All Stars Match : 2011 & 2016.
  - Vainqueur du Tournoi des Quatre Nations (et Tri-Nations) : 2006, 2009, 2011 et 2016.
  - Vainqueur de la National Rugby League : 2012[1], 2017 et 2020 (Melbourne Storm).
  - Finaliste de la National Rugby League : 2018 (Storm de Melbourne).

- Individuel :
  - Élu Golden Boot  : 2007 et 2012.
  - Meilleur joueur de la National Rugby League : 2006 et 2017 (Melbourne Storm).
  - Meilleur joueur du State of Origin : 2011, 2013 et 2016 (Queensland).
  - Meilleur scoreur du Melbourne Storm : 2006, 2007, 2008, 2009, 2010, 2011, 2012 & 2013.
  - Meilleur joueur du State of Origin : 2007, 2011, 2013 & 2016.
  - Meilleur talonneur de la National Rugby League : 2006, 2008, 2011, 2012, 2013, 2016, 2017, 2019 et 2020 (Melbourne).
  - Meilleur marqueur de points de la Coupe du monde : 2017 (Australie).

## Détails

### En sélection
| Année | Compétition    | Rang      | Résultats Australie | Résultats C. Smith | Matchs C. Smith |
| ----- | -------------- | --------- | ------------------- | ------------------ | --------------- |
| 2006  | Tri-Nations    | Vainqueur | 3 v, 1 n, 1 d       | 3 v, 1 n, 1 d      | 5/5             |
| 2008  | Coupe du monde | Finaliste | 4 v, 0 n, 1 d       | 4 v, 0 n, 1 d      | 5/5             |
| 2009  | Quatre Nations | Vainqueur | 3 v, 1 n, 0 d       | 2 v, 1 n, 0 d      | 3/4             |
| 2010  | Quatre Nations | Finaliste | 3 v, 0 n, 1 d       | 3 v, 0 n, 1 d      | 4/4             |
| 2011  | Quatre Nations | Vainqueur | 4 v, 0 n, 0 d       | 4 v, 0 n, 0 d      | 4/4             |
| 2013  | Coupe du monde | Vainqueur | 6 v, 0 n, 0 d       | 6 v, 0 n, 0 d      | 6/6             |
| 2014  | Quatre Nations | Finaliste | 2 v, 0 n, 2 d       | 2 v, 0 n, 2 d      | 4/4             |
| 2016  | Quatre Nations | Vainqueur | 4 v, 0 n, 0 d       | 4 v, 0 n, 0 d      | 4/4             |
| 2017  | Coupe du monde | Vainqueur | 6 v, 0 n, 0 d       | 6 v, 0 n, 0 d      | 6/6             |

### En sélection représentative
| Année | Compétition     | Rang      | Résultats Sélection | Résultats C. Smith | Matchs C. Smith |
| ----- | --------------- | --------- | ------------------- | ------------------ | --------------- |
| 2003  | State of Origin | Perdant   | 1 v, 0 n, 2 d       | 1 v, 0 n, 0 d      | 1/3             |
| 2004  | State of Origin | Perdant   | 1 v, 0 n, 2 d       | 1 v, 0 n, 2 d      | 3/3             |
| 2005  | State of Origin | Perdant   | 1 v, 0 n, 2 d       | 1 v, 0 n, 2 d      | 3/3             |
| 2006  | State of Origin | Vainqueur | 2 v, 0 n, 1 d       | 2 v, 0 n, 1 d      | 3/3             |
| 2007  | State of Origin | Vainqueur | 2 v, 0 n, 1 d       | 2 v, 0 n, 1 d      | 3/3             |
| 2008  | State of Origin | Vainqueur | 2 v, 0 n, 1 d       | 2 v, 0 n, 1 d      | 3/3             |
| 2009  | State of Origin | Vainqueur | 2 v, 0 n, 1 d       | 2 v, 0 n, 1 d      | 3/3             |
| 2010  | NRL All Stars   | Perdant   | 0 v, 0 n, 1 d       | 0 v, 0 n, 1 d      | 1/1             |
| 2010  | State of Origin | Vainqueur | 3 v, 0 n, 0 d       | 2 v, 0 n, 0 d      | 2/3             |
| 2011  | NRL All Stars   | Vainqueur | 1 v, 0 n, 0 d       | 1 v, 0 n, 0 d      | 1/1             |
| 2011  | State of Origin | Vainqueur | 2 v, 0 n, 1 d       | 2 v, 0 n, 1 d      | 3/3             |
| 2012  | State of Origin | Vainqueur | 2 v, 0 n, 1 d       | 2 v, 0 n, 1 d      | 3/3             |
| 2013  | NRL All Stars   | Perdant   | 0 v, 0 n, 1 d       | 0 v, 0 n, 1 d      | 1/1             |
| 2013  | State of Origin | Vainqueur | 2 v, 0 n, 1 d       | 2 v, 0 n, 1 d      | 3/3             |
| 2014  | State of Origin | Perdant   | 1 v, 0 n, 2 d       | 1 v, 0 n, 2 d      | 3/3             |
| 2015  | State of Origin | Vainqueur | 2 v, 0 n, 1 d       | 2 v, 0 n, 1 d      | 3/3             |
| 2016  | NRL All Stars   | Vainqueur | 1 v, 0 n, 0 d       | 1 v, 0 n, 0 d      | 1/1             |
| 2016  | State of Origin | Vainqueur | 2 v, 0 n, 1 d       | 2 v, 0 n, 1 d      | 3/3             |
| 2017  | State of Origin | Vainqueur | 2 v, 0 n, 1 d       | 2 v, 0 n, 1 d      | 3/3             |

### En club
| Saison                | Club                  | Compétition           | Matchs | Points | Essais | Buts | Drop |
| --------------------- | --------------------- | --------------------- | ------ | ------ | ------ | ---- | ---- |
| 2002                  | Melbourne Storm       | National Rugby League | 2      | 0      | 0      | 0    | 0    |
| 2003                  | Melbourne Storm       | National Rugby League | 24     | 32     | 4      | 8    | 0    |
| 2004                  | Melbourne Storm       | National Rugby League | 23     | 102    | 4      | 43   | 0    |
| 2005                  | Melbourne Storm       | National Rugby League | 23     | 72     | 3      | 30   | 0    |
| 2006                  | Melbourne Storm       | National Rugby League | 25     | 178    | 5      | 79   | 0    |
| 2007                  | Melbourne Storm       | National Rugby League | 24     | 192    | 4      | 88   | 0    |
| 2008                  | Melbourne Storm       | National Rugby League | 23     | 170    | 4      | 77   | 0    |
| 2009                  | Melbourne Storm       | National Rugby League | 25     | 142    | 3      | 65   | 0    |
| 2010                  | Melbourne Storm       | National Rugby League | 20     | 116    | 2      | 54   | 0    |
| 2011                  | Melbourne Storm       | National Rugby League | 24     | 164    | 2      | 78   | 0    |
| 2012                  | Melbourne Storm       | National Rugby League | 25     | 164    | 2      | 78   | 0    |
| 2013                  | Melbourne Storm       | National Rugby League | 23     | 176    | 2      | 84   | 0    |
| 2014                  | Melbourne Storm       | National Rugby League | 23     | 145    | 2      | 68   | 1    |
| 2015                  | Melbourne Storm       | National Rugby League | 25     | 146    | 1      | 71   | 0    |
| 2016                  | Melbourne Storm       | National Rugby League | 26     | 194    | 2      | 92   | 2    |
| 2017                  | Melbourne Storm       | National Rugby League | 23     | 192    | 2      | 92   | 0    |
| 2018                  | Melbourne Storm       | National Rugby League | 26     | 201    | 1      | 98   | 1    |
| 2019                  | Melbourne Storm       | National Rugby League | 27     | 216    | 2      | 104  | 0    |
| 2020                  | Melbourne Storm       | National Rugby League | 12     | 106    | 1      | 51   | 0    |
| Total Melbourne Storm | Total Melbourne Storm | Total Melbourne Storm | 423    | 2708   | 46     | 1260 | 4    |